# Eulepida gracilipes
Eulepida gracilipes är en skalbaggsart som beskrevs av Hermann Julius Kolbe 1894. Eulepida gracilipes ingår i släktet Eulepida och familjen Melolonthidae. Inga underarter finns listade i Catalogue of Life.